# Kreuzritter hadművelet
A Kreuzritter hadművelet egy német katonai akció volt a második világháborúban, amelynek célja egy  meteorológiai állomás működtetése volt az északi-sarki területen.

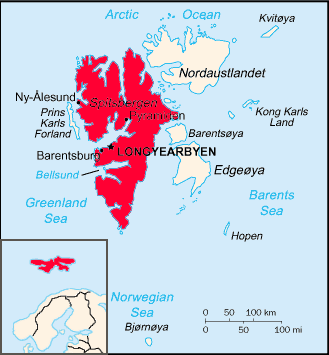
A Spitzbergák térképe

A második világháborúban szembenálló feleknek létfontosságú volt, hogy pontos időjárási előrejelzésekhez jussanak. Az Északnyugat-Európa és Skandinávia időjárását meghatározó meteorológiai rendszerek általában nyugatról, északnyugatról érkeznek, ezért a legjobban a sarki területeken – Grönland, Jan Mayen-sziget, Izland, Spitzbergák – működő állomások tudják előrejelezni a változásokat. A németek számára elengedhetetlen volt, hogy megbízható meteorológiai jelentésekhez jussanak a térségből. Különös értéke lett ebből a szempontból a Spitzbergáknak.
A Nussbaum hadművelet sikertelenségéből okulva a német hadvezetés úgy döntött, hogy a következő meteorológiai állomásnak távolibb helyet választ a korábbinál, valamint katonai kíséretet ad a kutatók mellé. A csapat tudományos vezetőjének H. R. Knoespelt, katonai irányítónak pedig Heinz Scharlipp hadnagyot nevezték ki. Az egység 12 emberből állt.
Knoespel helyszínnek a szövetségesektől távoli, észak-spitzbergáki  Liefdefjordent választotta, amely a szárazföld felől szinte megközelíthetetlen volt. A felszerelések tömege és a legénység nagy száma miatt a németek kénytelenek voltak megkockáztatni, hogy a víz felszínén juttassák rendeltetési helyére a csapatot. 1943. szeptember 15-én a feladatra kiszemelt halászhajó, a K. J. Busch kifutott Kielből. Útján az U–355-ös tengeralattjáró kísérte. Egy esetleges ellenséges támadásra készülve az állomás hét leendő tagja a búvárhajón tette meg az utat, kizárva ezzel, hogy a teljes meteorológiai legénység odavesszen egy szövetséges akcióban.
A két hajó október 6-án érte el a Spitzbergák északi partját. Reinsdyrflyától északra két embert és a vészhelyzet esetére szükséges felszerelést partra tették, majd folytatták útjukat északra. A Busch Sørdalensoddennél, a parttól 400 méterre megfeneklett. Mivel a hajót csak akkor tudták leemelni a zátonyról, ha könnyítenek a súlyán, Knoespel úgy döntött, hogy a felszerelést és az ellátmányt partra hordják, és ott állítják fel az állomást is. Miközben az állomás épült, hosszú felderítő utat tett a tengeralattjáró fedélzetén október 8-17. között. Több vészhelyzeti raktárt létesítettek, majd a tengeralattjáró október 19-én elhajózott.
A tábor egyik újdonsága volt, hogy az első barakkot előre gyártott elemekből állították fel. Később kiderült, hogy alkalmatlanok a célra, ugyanis nem tartották elég jól a meleget. Ezért kénytelenek voltak a hagyományos fa elemekkel megerősíteni az épületet, de még így is túl sok fűtőanyagot használtak. A tábort és a Raudfjordennél kialakított vészhelyzeti raktárt telefonvezetékkel kötötték össze. Újabb depókat létesítettek Andréebreenben és Sørdalensbuktában. A rendszeres meteorológiai jelentések 1943. december 1-jén indultak, és egészen 1944. június 30-áig folytatódtak.
A korábbi megállapodás értelmében az U–737-es tengeralattjáró június 30-án futott be, hogy hazaszállítsa az állomás legénységét. Knospel indulás előtt hatástalanítani akarta a sørdalensbuktai állomást „őrző” aknákat, de egy robbanásban meghalt. Másnap katonai tiszteletadás mellett egy közeli dombon eltemették, majd a búvárhajó kihajózott a legénységgel. Sørdalensflyában egy automatikus meteorológiai állomást hagytak.